# Brachydesmus nemilanus
Brachydesmus nemilanus är en mångfotingart som beskrevs av Carl Graf Attems 1898. Brachydesmus nemilanus ingår i släktet Brachydesmus och familjen plattdubbelfotingar. Inga underarter finns listade i Catalogue of Life.